# Yo vendo unos ojos negros (novela)
Yo vendo unos ojos negros es una novela de la escritora ecuatoriana Alicia Yánez Cossío, publicada en 1979 por la Casa de la Cultura Ecuatoriana. La obra es una crítica feminista a la sociedad de consumo y a la manipulación de las mujeres por las empresas de productos de belleza. Cuenta la historia de María, una mujer de clase media que en su intento por independizarse enfrenta condiciones adversas, por las cuales empieza a trabajar como vendedora de cosméticos. Su historia retrata la condición de la «mujer necesitada» en la sociedad latinoamericana de su época.
El título proviene de una canción popular chilena. Además, de acuerdo a la autora, también hace referencia al engaño con el cual las vendedoras convencen a las mujeres a las que ofrecen sus mercancías. La idea de vender superficialidad, es un concepto personificado en la novela por la firma neoyorkina de belleza Christine Farrow.

## Argumento
María es una mujer de clase media que, luego de haber vivido por años bajo la sombra de su esposo, comienza a cuestionarse la posición de las mujeres en la sociedad. A medida que analiza las injusticias y desventajas que sufren por su género, se da cuenta de la magnitud del problema. Cuando ve lo inmaduro y aburrido que realmente era su esposo, decide mandarlo de regreso con su madre y buscar empleo. Sin embargo, la tarea resulta más difícil de lo que María había anticipado, especialmente por no haber ido a la universidad y por el estigma que representaba el ser una mujer separada de su esposo.
Luego de revisar los clasificados decide aplicar a un anuncio, del que posteriormente la contactan. Al llegar se encuentra con decenas de mujeres que también buscaban el empleo, aunque ninguna sabía a ciencia cierta en qué consistía. Durante las pruebas les piden contestar una lista interminable de preguntas absurdas que no parecen tener nada que ver con medir habilidades para un trabajo. Poco a poco el grupo se reduce y María queda entre las escogidas. Santos de León, un hombre que las trata con condescendencia y que resulta ser el jefe, les revela entonces en qué consiste el trabajo: venta puerta a puerta de productos de belleza de la firma neoyorquina Christine Farrow. Nadie sabe cómo reaccionar, pero las comisiones que de León les promete las convence. Al día siguiente comienzan el entrenamiento, en que de León las hace memorizar las mejores técnicas para adular (o hacer dudar de sus esposos) a las posibles clientas y asegurar ventas. María odia el trabajo, pero la falta de dinero la obliga a persistir.
María y el resto de sus compañeras, cuyas vidas y necesidades son mostradas a lo largo de la trama, viven toda clase de disparatadas situaciones en sus recorridos diarios de ventas. Sin embargo, con el tiempo empiezan a desanimarse al constatar que el esfuerzo de su trabajo enriquecía una empresa que solo veía a las mujeres como fuentes de dinero. María decide renunciar y buscar otro trabajo, mientras sueña con un mundo en que mujeres y hombres construyeran juntos una sociedad más justa para todos.

## Escritura

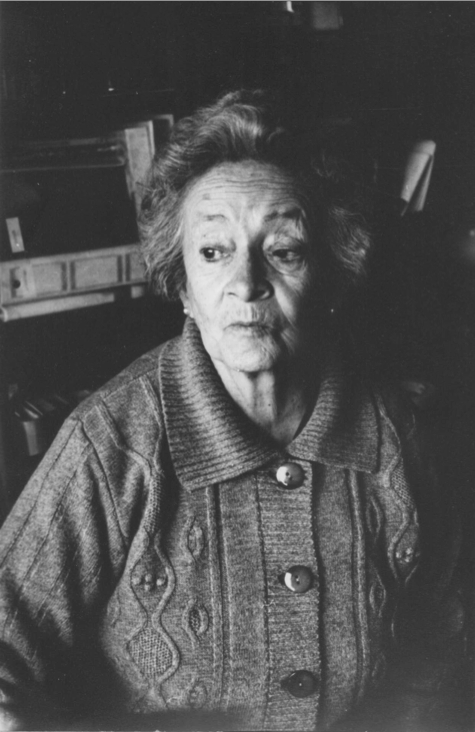
Alicia Yánez Cossío en 2014.

La idea original de la novela tiene su origen en la propia vida de la autora. Cuando ella y su esposo se mudaron a Ecuador luego de vivir una temporada en Cuba, pasaron por momentos económicos difíciles, por lo que comenzaron a trabajar como vendedores puerta a puerta de libros. Para entrenarse tuvieron que seguir distintos cursos. A su esposo le fue muy bien y pronto se convirtió en vendedor estrella. Yánez, en cambio, fracasó rotundamente, dado que solo logró vender un ejemplar, que fue comprado por una amiga que conocía de sus problemas económicos. Una situación similar forma el arco argumental de la novela, donde un grupo de mujeres necesitadas son entrenadas para vender cosméticos.
La decisión de escribir la obra con un enfoque feminista nació luego del disgusto que le produjeron los ataques que recibió su novela Bruna, soroche y los tíos (1973) por parte de escritores varones a los que había derrotado con dicha obra en el concurso de literatura Ismael Pérez Pazmiño, de diario El Universo, y que acusaron a Yánez de haber plagiado la novela Cien años de soledad (1967) de Gabriel García Márquez.

## Temas centrales

### Independencia de la mujer
Desde las primeras páginas, Yánez introduce uno de los principales motivos de la novela: el deseo de la mujer de rebelarse contra el sexismo de la sociedad de la época. En el primer párrafo del libro, la autora cuenta una historia sobre un «charco de agua sucia» en que «montones de larvas dormían flotando» hasta que una piedra perturbó la escena y espantó a los caballitos de San Vicente. De acuerdo al crítico estadounidense Michael Handelsman, el charco representa la sociedad y las larvas dormidas son las mujeres, que se encuentran dominadas por los caballitos de San Vicente (los hombres), mientras la piedra que saca del letargo a las larvas es el nacimiento de la consciencia feminista, que acaba de despertar en la protagonista y la lleva a cuestionar su situación.
Una de los primeras decisiones que toma María es quitarse el anillo de matrimonio (símbolo de sus años de sumisión) y dejar de usar el apellido de su esposo, momento que Yánez describe de la siguiente manera: 

Se quitó el «de» de su apellido de casada y lo tiró por encima del hombro. Al caer, el «de» produjo un estallido de cacerolas de aluminio rodando por las escaleras de la casa: pram pata pram porque la mujer no es propiedad de nadie, ni siquiera del marido pram pram.

Sin embargo, María pronto descubre que dejar su apellido de casada y separarse de su esposo eran la parte fácil de su camino a independizarse y que tendrá que aprender a valerse en un mundo hecho por hombres. Cuando busca trabajo se encuentra con exigencias, como referencias laborales o estudios universitarios, que nunca había tenido la oportunidad de realizar, pues como el resto mujeres de la época, la «educaron sólo para casarse». Yánez señala de este modo la dificultad de la mujer para subsistir de forma independiente en una sociedad patriarcal como la que retrata en la novela, lo que se ve reforzado cuando analiza, a través de María, la propensión de los anuncios de trabajo por enfatizar la edad, la apariencia física y el estado civil de las postulantes mujeres.
Incluso una vez que consigue empleo las cosas siguen siendo difíciles, pues se encuentra con un jefe que las hace sentir inferiores y con una industria que esclaviza a la mujer con productos e ideales superficiales. Sin embargo, el contacto con otras mujeres la lleva a considerar otras realidades, más difíciles y menos privilegiadas que la suya, lo que le permite generar un sentimiento de hermandad y ampliar su perspectiva. Entre las mujeres que conoce y que permiten ilustrar críticas sociales en la novela se encuentra Pilar, quien se ha preparado toda su vida para ser la mejor secretaria posible, pero a quien se le imposibilita competir por un empleo por su apariencia física poco agraciada y su edad avanzada contra mujeres jóvenes sin interés real en hacer un buen trabajo, lo que ejemplariza la ironía de una sociedad que desecha la eficacia laboral y el ímpetu de la mujer por superarse en favor de la belleza física.
La solución por la que aboga Yánez en el capítulo final de la novela, ante la constatación por parte de María de las enormes barreras que toda mujer en busca de independencia iba a encontrar y de la imposibilidad de cambiar las cosas por sí sola, es una lucha conjunta de hombres y mujeres por una nueva forma de sociedad, más justa y solidaria. Esta idea fue bien recibida por Handelsman, que aseveró que Yánez «lleva la lucha feminista a un contexto amplio y humano», aunque en opinión de la investigadora Lady Rojas Benavente, el final se desvía de la construcción ideológica de María trazada durante la novela. La propia autora aclaró años más tarde que el final no era «adecuado» en relación con la fuerza con que inició la novela.

### Sociedad de consumo
Otra temática explorada en el libro es el control que ejerce el capitalismo y la sociedad de consumo sobre las personas, especialmente en la explotación de las mujeres necesitadas por parte de la industria de la belleza. Esto se ve ejemplarizado cuando María ingresa a trabajar en la firma Christine Farrow, donde constantemente se encuentra con la imagen prototipo de la mujer bella que todas deben intentar imitar. La crítica de Yánez es clara en varios pasajes, como al afirmar, en referencia a la moda: «¡Y qué limpia, integra y cabal sería la nueva mujer liberada de esas miserables cadenas!», o cuando describe a una representante de la firma que las visita y les da consejos de imagen y seducción, en los siguientes términos: 

Era tan perfectamente artificial que hasta tenía la tristeza y la ausencia de las cosas muertas, de la mujer-objeto que se prodiga gratuita, que se vende y se prostituye a cambio de nada. Bajo su deslumbrante elegancia, quedaba lo de siempre: un sedimento de soledad y de tristeza.

La promesa de un sueldo elevado es usado como el anzuelo del que se vale el sistema para aprovecharse de la situación precaria de las personas necesitadas, lo que les permite ocultar por el mayor tiempo posible la realidad de la oferta de trabajo. Y aunque María sospecha que no sería de su agrado, la verdad es más irónica y deshumanizadora de lo que pudo imaginar: el empleo consistía en memorizar discursos consumistas para engañar a la mayor cantidad de mujeres posibles y venderles productos que no necesitaban.
Como se puede observar, en su crítica al capitalismo Yánez explora varias ideas marxistas. Por ejemplo, cuando María se refiere al sistema económico, lo hace con la siguiente reflexión: «¿Con que derecho el empleador urga en las secretas intenciones de la conciencia y de la vida íntima del que pida trabajo... Por qué se acepta un sistema basado en la comodidad de unos pocos y en la costumbre?». Y en una sociedad consumista, las mujeres casi siempre terminan convertidas en mercancías o fuentes de ingreso.
A lo largo de la novela, Yánez compara varias veces la posición de las mujeres explotadas con la prostitución. Durante el entrenamiento, Santos de León les habla de la importancia de estar bien arregladas ante los clientes varones, pues «las mujeres tenían la obligación de estar impecables para agradar a los hombres, para aflojar sus tensiones, contentarles y sacarles el mejor partido». Como manera de fomentar esta práctica, las compañeras de trabajo de María que adoptan más sensualidad en su vestir son grandemente elogiadas, mientras que las que no se dejan convencer son tentadas con el viejo e infalible anzuelo: el jugoso sueldo que tanto necesitan para sobrevivir.
En síntesis, Yo vendo unos ojos negros señala al capitalismo como el principal causante de la manipulación y explotación de las mujeres en la sociedad, pues constituye un sistema que, en palabras de la autora: 

obliga a toda una sociedad a trabajar y trabajar como esclava, amarrada a la noria de la producción, condenada sin remedio a comprar todo lo que vende.

## Adaptación televisiva
El libro fue adaptado libremente a la televisión en formato telenovela por la cadena Ecuavisa, bajo la dirección de Rodolfo Hope y libreto de Ana Montes. Aunque en un principio la trama iba a ser fiel al libro, los productores posteriormente decidieron darle otro giro e introdujeron cambios sustanciales. La autora se mostró decepcionada del resultado y expresó que parecía ser que lo único que habían tomado de su novela era el nombre de la protagonista y que esperaba algo «más audaz, más arriesgado, y no la tradicional telenovela a la que nos tienen acostumbrados». Su hijo fue aun más crítico y afirmó que creía que la guionista ni siquiera había leído la novela. El papel de María fue interpretado por la actriz ecuatoriana Giovanna Andrade.